# 卢塞尼
卢塞尼，是西班牙阿拉贡自治区萨拉戈萨省的一个市镇。 总面积27平方公里，总人口1034人（2001年），人口密度38人/平方公里。